# Александерплац (станция метро, линия U8)
«Александерплац» (нем. Alexanderplatz) — станция Берлинского метрополитена. Расположена на линии U8 между станциями «Вайнмайстерштрассе» (нем. Weinmeisterstraße) и «Янновицбрюкке» (нем. Jannowitzbrücke). Станция находится в районе Берлинa Митте и имеет пересадку на одноименные станции: станцию линии U2, станцию линии U5 и станцию внутригородской электрички. Станция, как и площадь, названа в честь русского императора Александра I.

## История
Открыта 18 апреля 1930 года в составе участка «Хайнрих-Хайне-Штрассе» — «Гезундбруннен». С 13 августа 1961 года по 1 июля 1990 года станция была закрыта, все входы были замурованы. К северу от станции ранее располагался тупик, который после 13 августа 1961 года был демонтирован.

## Архитектура и оформление

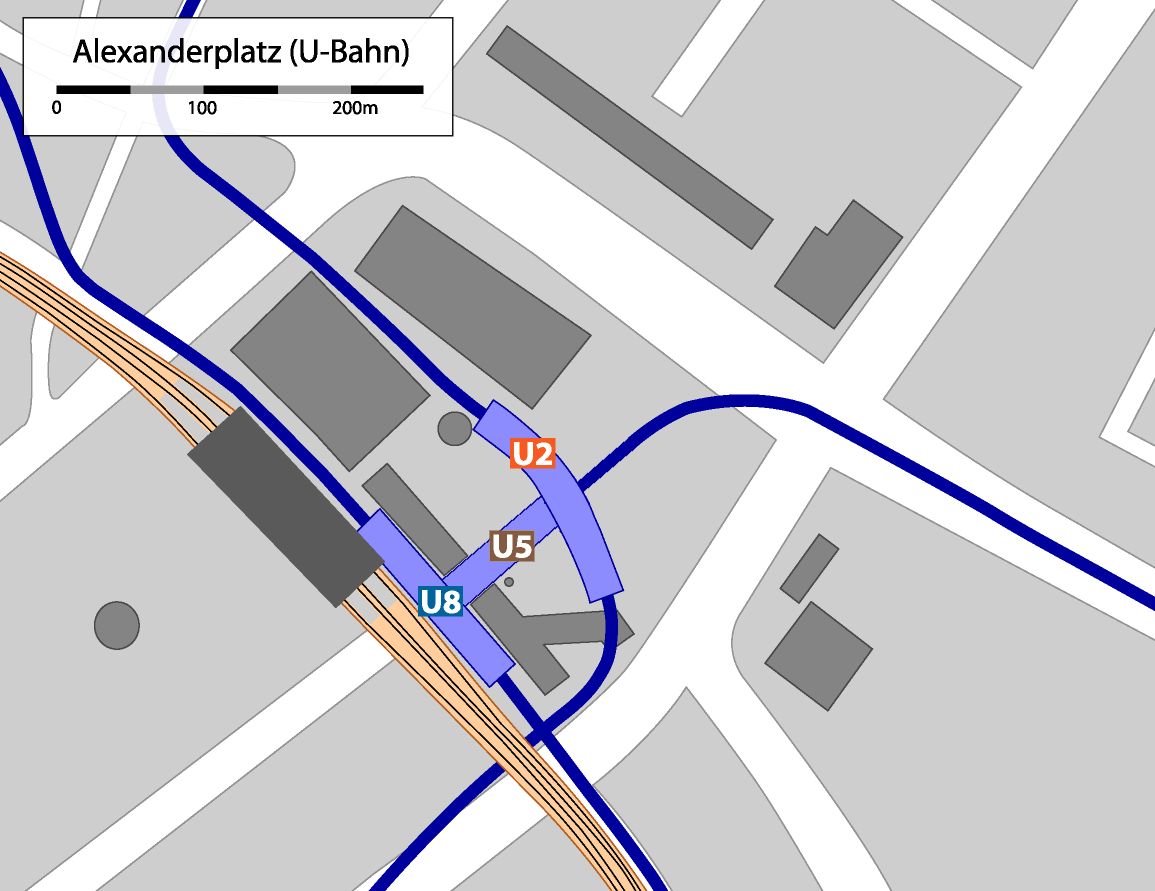
Схема расположения станций линий U2, U5 и U8

Трехпролётная колонная станция мелкого заложения, архитектор — Альфред Гренандер. Путевые стены облицованы зелёной кафельной плиткой, металлические колонны также покрашены в зелёный цвет. В центре платформы расположен выход, а также пересадка на одноимённую станцию линии U5. Комплекс, образованный тремя станциями метро линий U2, U5 и U8, имеет вид буквы «H», в центре расположена станция линии U5, непосредственно над которой проходит коридор пересадки на станцию линии U2. Непосредственно к западу от станции расположена служебная соединительная ветвь для передачи составов с линии U8 на линию U5, которая во времена Берлинской стены не функционировала.

## Упоминания в книгах и фильмах
- Данная станция метрополитена появляется в фильме Роберта Швентке «Иллюзия полёта».
- Телевизионный сериал "Berlin Alexanderplatz" реж.Райнера Вернера Фасбиндера.
- Экранизация одноименного романа "Berlin Aleksanderplatz" автора Альфреда Дёблина